# EasyPeasy
EasyPeasy (tot januari 2009 Ubuntu Eee) is een Linuxdistributie die speciaal gemaakt is voor de Eee PC. Het is een onofficiële dochterdistributie van Ubuntu.

## Geschiedenis
De normale Ubuntu kan men niet draaien of installeren op versies van de Asus Eee PC waarin geen harde schijf zit maar een solid state drive. In het begin (december 2007) was het toenmalige Ubuntu Eee een script zodat de normale Ubuntu op deze Asus EeePC's kon draaien, maar in juni 2008 werd er een volledige dochterdistributie uitgebracht. Omdat de naam "Ubuntu Eee" te veel insinueerde dat het een officiële, door Canonical ondersteunde dochterdistributie van Ubuntu is, werd de naam begin januari 2009 veranderd in "EasyPeasy".

## Software
De software is bijna helemaal hetzelfde als de normale Ubuntu.
Alleen de interface (GUI) is veel kleurrijker geworden.
Er zijn twee verschillende interfaces: de Netbook Remix en de normale full-desktop mode.